# Tomazina
Tomazina est une municipalité brésilienne située dans l'État du Paraná.